# Boy from Heaven
Boy from Heaven (em árabe: صبي من الجنة, translit. ṣabiyy min al-Janna; no Brasil: Garoto dos Céus, na América do Norte: Cairo Conspiracy) é um longa-metragem sueco de suspense político lançado em 2022 coproduzido internacionalmente com Dinamarca, Finlândia e França, escrito e dirigido por Tarik Saleh.
O filme teve estreia mundial em 20 de maio de 2022 no Festival de Cinema de Cannes, onde foi selecionado para concorrer à Palma de Ouro, sendo premiado pelo júri do festival em Melhor Roteiro para Saleh, além do Prêmio François Chalais. Foi selecionado como representante da Suécia na categoria Melhor Filme Internacional para a Oscar 2023, sendo um dos 15 filmes escolhidos para a lista preliminar de dezembro de 2022, apesar de não figurar entre os 5 finalistas. A estreia nos cinemas brasileiros ocorreu 26 de Janeiro de 2023 por meio da Pandora Filmes.

## Sinopse
Na prestigiada Universidade de Alazar em Cairo, Egito, logo após o retorno dos estudantes das férias de verão, o grande Imame tem um colapso e acaba falecendo na frente de seus alunos, dando início a uma forte disputa e concorrência daquele que assumirá seu lugar.

## Elenco
- Tawfeek Barhom como Adam
- Fares Fares como Ibrahim
- Mohammad Bakri como General Al Sakran
- Makram Khoury como Sheikh Negm
- Mehdi Dehbi como Zizo
- Moe Ayoub como Sobhy
- Sherwan Haji como  Soliman
- Abduljabbar Alsuhili como Alasfour
- Ramzi Choukair como Sheikh Durani
- Yunus Albayrak como Professor de Sharia
- Mouloud Ayad como Nazim
- Okan Bozkuş como Estudante
- Youssef Salama Zeki como Professor de Biologia
- Ayman Fathy como Soldado
- Amr Mosad como  Harun

## Produção
Apesar de ser egípcio, o diretor Tarik Saleh, que imigrou para a Suécia décadas atrás, optou por não correr riscos frente a forte censura egípcia com temas político-religiosos. O filme foi filmado principalmente na Mesquita de Solimão (Süleymaniye) em Istambul, Turquia.

## Lançamento
Com estreia mundial em 20 de maio de 2022 no Festival de Cinema de Cannes, concorreu à Palma de Ouro e foi premiado em Melhor Roteiro pelo júri do festival, além de vencer o tradicional Prêmio François Chalais. A estreia nos cinemas no Brasil ocorreu em 26 de Janeiro por meio da distribuidora Pandora Filmes.

## Recepção

### Resposta da Crítica
No Rotten Tomatoes, o filme detém uma taxa de aprovação de 71% com base em 17 críticas, e uma classificação média de 7,1/10. Já no Metacritic, que atribui uma pontuação ponderada, o filme possui uma média de 71 de 100, com base em 7 críticas, recebendo "críticas geralmente favoráveis".

### Prêmios e Indicações
| Prêmio             | Data da Cerimônia  | Categoria               | Indicado    | Resultado | Ref.   |
| ------------------ | ------------------ | ----------------------- | ----------- | --------- | ------ |
| Festival de Cannes | 28 de Maio de 2022 | Melhor Roteiro          | Tarik Saleh | Venceu    | [ 15 ] |
| Festival de Cannes | 28 de Maio de 2022 | Prêmio François Chalais | Tarik Saleh | Venceu    | [ 16 ] |
| Festival de Cannes | 28 de Maio de 2022 | Palme d'Or              | Tarik Saleh | Indicado  | [ 17 ] |